# Meilleurs passeurs du championnat d'Italie de football
Cet article liste les meilleurs passeurs du championnat d'Italie de football depuis la saison 2006-2007.

## Palmarès

### Palmarès par édition
Ce tableau retrace les meilleurs passeurs du Championnat d'Italie de football par saison depuis 2006-2007.
| Saison    | Joueur                                                                   | Club                                                 | Passes décisives |
| --------- | ------------------------------------------------------------------------ | ---------------------------------------------------- | ---------------- |
| 2006-2007 | Adrian Mutu Dejan Stanković                                              | ACF Fiorentina Inter Milan                           | 10               |
| 2007-2008 | Kaká David Pizarro                                                       | AC Milan AS Rome                                     | 11               |
| 2008-2009 | Michele Fini                                                             | Cagliari Calcio                                      | 13               |
| 2009-2010 | Ronaldinho                                                               | AC Milan                                             | 14               |
| 2010-2011 | Andrea Cossu                                                             | Cagliari Calcio                                      | 13               |
| 2011-2012 | Andrea Pirlo                                                             | Juventus                                             | 13               |
| 2012-2013 | Marek Hamšík                                                             | SSC Naples                                           | 14               |
| 2013-2014 | Francesco Totti Gervinho                                                 | AS Rome                                              | 10               |
| 2014-2015 | Marek Hamšík Paulo Dybala Miralem Pjanić Domenico Berardi Franco Vázquez | SSC Naples Palerme FC AS Rome US Sassuolo Palerme FC | 10               |
| 2015-2016 | Paul Pogba Miralem Pjanić                                                | Juventus AS Rome                                     | 12               |
| 2016-2017 | José Callejón                                                            | SSC Naples                                           | 12               |
| 2017-2018 | Luis Alberto                                                             | SS Lazio                                             | 14               |
| 2018-2019 | Dries Mertens Papu Gómez                                                 | SSC Naples Atalanta Bergame                          | 11               |
| 2019-2020 | Papu Gómez                                                               | Atalanta Bergame                                     | 16               |
| 2020-2021 | Ruslan Malinovskyi                                                       | Atalanta Bergame                                     | 12               |
| 2021-2022 | Domenico Berardi                                                         | US Sassuolo                                          | 15               |
| 2022-2023 | Khvicha Kvaratskhelia                                                    | SSC Naples                                           | 10               |
| 2023-2024 | Paulo Dybala Rafael Leão                                                 | AS Rome AC Milan                                     | 9                |
| 2024-2025 | Romelu Lukaku                                                            | SSC Naples                                           | 10               |

### Palmarès par joueur
Le Slovaque Marek Hamšík, le Bosniaque Miralem Pjanić, l'Argentin Papu Gómez et l'Italien Domenico Berardi comptent chacun deux titres de meilleur passeur du championnat d'Italie.
| Rang | Joueur           | Titres | Club(s)             |
| ---- | ---------------- | ------ | ------------------- |
| 1    | Marek Hamšík     | 2      | SSC Naples          |
| 1    | Miralem Pjanić   | 2      | AS Rome             |
| 1    | Papu Gómez       | 2      | Atalanta Bergame    |
| 1    | Domenico Berardi | 2      | US Sassuolo         |
| 1    | Paulo Dybala     | 2      | Palerme FC, AS Rome |

* titre partagé par deux joueurs ou plus.

### Palmarès par club
L'AS Rome et le SSC Naples ont chacun a eu six fois dans leur équipe le meilleur passeur du championnat d'Italie.
| Rang | Club             | Titres | Joueurs                                                                                 |
| ---- | ---------------- | ------ | --------------------------------------------------------------------------------------- |
| 1    | AS Rome          | 6      | David Pizarro*, Francesco Totti*, Gervinho*, Miralem Pjanić* (×2), Paulo Dybala*        |
| 1    | SSC Naples       | 6      | Marek Hamšík* (×2), José Callejón, Dries Mertens*, Khvicha Kvaratskhelia, Romelu Lukaku |
| 3    | Atalanta Bergame | 3      | Papu Gómez* (×2), Ruslan Malinovskyi                                                    |
| 3    | AC Milan         | 3      | Kaká*, Ronaldinho, Rafael Leão*                                                         |
| 4    | Cagliari         | 2      | Michele Fini, Andrea Cossu                                                              |
| 4    | Juventus         | 2      | Andrea Pirlo, Paul Pogba*                                                               |
| 4    | Palerme FC       | 2      | Paulo Dybala*, Franco Vázquez*                                                          |
| 4    | US Sassuolo      | 2      | Domenico Berardi* (×2)                                                                  |

* titre partagé par deux joueurs ou plus.

### Palmarès par pays
L'Italie a eu sept fois l'un de ses représentants titré meilleur passeur du championnat d'Italie.
| Rang | Pays               | Titres | Joueurs                                                                                          |
| ---- | ------------------ | ------ | ------------------------------------------------------------------------------------------------ |
| 1    | Italie             | 7      | Michele Fini, Andrea Cossu, Andrea Pirlo, Francesco Totti, Domenico Berardi (×2), Franco Vázquez |
| 2    | Argentine          | 4      | Paulo Dybala (×2), Papu Gómez (×2)                                                               |
| 3    | Brésil             | 2      | Kaká, Ronaldinho                                                                                 |
| 3    | Slovaquie          | 2      | Marek Hamšík (×2)                                                                                |
| 3    | Bosnie-Herzégovine | 2      | Miralem Pjanić (×2)                                                                              |
| 3    | Espagne            | 2      | José Callejón, Luis Alberto                                                                      |
| 3    | Belgique           | 2      | Dries Mertens, Romelu Lukaku                                                                     |

* titre partagé par deux joueurs ou plus.